# Sahyadriophis
Sahyadriophis es un género de serpientes perteneciente a la familia Colubridae, el cual se consdiera endémico de la cordillera de los Ghats occidentales de India . 

## Taxonomía
Se erigió en 2023 con Sahyadriophis uttaraghati como especie tipo. La serpiente de espalda aquillada de Neigiri (S. beddomei), que anteriormente estaba incluida dentro de Hebius, también fue trasladada a este género. Los datos moleculares han recuperado a Sahyadriophis como el taxón hermano del clado que contiene Xenochrophis, Fowlea y Atretium, divergiendo de dicho clado durante el Oligoceno tardío o el Mioceno temprano.  

## Especies
Actualmente se incluyen dos especies en este género:
- Sahyadriophis beddomei (Günther, 1864) – Nilgiri quilla
- Sahyadriophis uttaraghati (Patel, Thackeray, Campbell y Mirza, 2023)